# Les Dennis
Les Dennis, all'anagrafe Leslie Dennis Heseltine (Liverpool, 12 ottobre 1953) è un attore, comico e conduttore televisivo britannico.

## Biografia
Attivo in campo televisivo e teatrale, Les Dennis ha recitato in numerose opere di prosa e musical sulle scene londinesi. Nel West End londinese ha recitato nei musical Chicago, Me and My Girl, Hairspray, Legally Blonde e She Loves Me. Inoltre ha recitato in diverse opere di prosa, tra cui Art di Yasmina Reza e una stagione con la Royal Shakespeare Company a Stratford-upon-Avon.

### Vita privata
Les Denis è stato sposato con Lynne Webster dal 1974 al 1990 e la coppia ha avuto un figlio, Philip. Dopo aver avuto una relazione con Sophie Aldred, nel 1995 si è risposato con Amanda Holden. Nel 2000 una relazione clandestina tra la Holden e Neil Morrissey è stata svelata dalla stampa britannica, portando alla separazione da Dennis nel 2002 e dal divorzio nel 2003. Nel 2005 ha incontrato Claire Nicholason, con cui ha avuto la figlia Eleanor Grace nel 2008; l'anno successivo i due si sono sposati e nel 2011 hanno avuto un secondo figlio, Thomas Christopher.

## Filmografia

### Cinema
- Relazioni intime (Intimate Relations), regia di Philip Goodhew (1996)
- Large, regia di Justin Edgar (2001)
- Fat Slags, regia di Ed Bye (2004)
- Wounded, regia di Joseph Baker e Tom Large (2011)
- Run for Your Wife, regia di Ray Cooney e John Luton (2012)
- Sideshow, regia di Adam Oldroyd (2020)

### Televisione
- Aladdin, regia di Alan J.W. Bell e Robin Nash – film TV (1974)
- Who Do You Do? – serie TV, 2 episodi (1976)
- Madhouse – serie TV, 34 episodi (1982-1985)
- The Laughter Show – serie TV, 9 episodi (1985-1986)
- Cinderella: The Shoe Must Go On, regia di Jon Scoffield – film TV (1986)
- The Russ Abbot Show – serie TV, 61 episodi (1986-1991)
- The Les Dennis Laughter Show – serie TV, 35 episodi (1987-1991)
- Noel's House Party – serie TV, 3 episodi (1995-1997)
- Zig and Zag's Dirty Deeds – serie TV, 1 episodio (1996)
- Happy Birthday Shakespeare, regia di Nick Hurran – film TV (2000)
- Doctors – soap opera, puntata 2x35 (2000)
- Brookside – serie TV, 9 puntate (2001)
- Merseybeat – serie TV, episodio 3x01 (2002)
- Casualty – serie TV, episodio 17x31 (2003)
- The Second Quest, regia di David Jason – film TV (2004)
- Extras – serie TV, episodio 1x04 (2005)
- Hotel Babylon – serie TV, episodio 1x07 (2006)
- New Street Law – serie TV, episodio 1x04 (2006)
- Metropolitan Police (The Bill) – soap opera, puntata 22x59 (2006)
- Holby City – serie TV, episodio 9x27 (2007)
- Here Comes the Queen – serie TV, 1 episodio (2008)
- Hotel Trubble – serie TV, episodio 1x04 (2009)
- The Slammer – serie TV, episodio 4x02 (2011)
- Life's Too Short – serie TV, 4 episodio (2011-2013)
- L'ispettore Barnaby (Midsomer Murders) – serie TV, episodio 16x01 (2013)
- Coronation Street – soap opera, 248 puntate (2014-2016)
- The Keith & Paddy Picture Show – serie TV, episodio 2x06 (2018)
- Pitching In – serie TV, episodio 1x04 (2019)
- Birds of a Feather – serie TV, episodio 12x11 (2020)
- Moving On – serie TV, episodio 12x03 (2021)
- Delitti in Paradiso - Un fantasma dal passato (The Death Ghost), regia di Ruth  Carney – film TV (2022)
- The Madame Blanc Mysteries – serie TV, episodio 2x05 (2023)
- Le indagini di Sister Boniface (Sister Boniface Mysteries) – serie TV, episodio 4x01 (2024)

### Doppiaggio
- The Fool and Tomjon in Wyrd Sisters – serie TV (1997)
- Astronaut Al in Engie Benjy – serie TV (2002)
- in Maya & Miguel (2006-2009)
- Hob in Things Talk (2009)